# پینتشین (ناحیه یابلونتس ناد نیسوو)
پینتشین (به چکی: Pěnčín) یک منطقهٔ مسکونی در جمهوری چک است که در ناحیه یابلونتس ناد نیسوو واقع شده‌است. پینتشین ۱٬۹۳۲ نفر جمعیت دارد.